# Manuel van Loggem
Manuel van Loggem (Amszterdam, 1916. március 8. – Amszterdam, 1998. április 8.) holland író, pszichológus, irodalomkritikus.

## Élete
Zsidó származású volt, a második világháború alatt nem vállalta identitását, nem viselt sárga csillagot. Szüleiről kiderült zsidóságuk, s amikor letartóztatták őket, van Loggem csak tehetetlenül figyelhette, amikor elvitték őket. A háború után az Amszterdami Egyetemen pszichológiát hallgatott, diplomáját 1953-ban szerezte meg.
1952-ben a holland könyvhétre jelent meg Insecten in plastic című regénye. Az NCRV (Holland Rádió- és Televízió) 1963-ban sugározta Een zon op Hiroshima című tévéjátékát. E művének színházi verziója 1964-ben került bemutatásra, a főszereplők Peer Mascini és Gerrit Jan Wolffensperger voltak. Jeugdproces című, szintén 1963-ban bemutatott darabja  Mr. H.G. van der Vies-díjat kapott. De achtarmige inktvis című rádiójátéka 1967-ben ANV Visser Neerlandia-díjat kapott. Később van Loggen mindkét díj zsűritagja lett. 1978-ban életművéért Edmond Hustinx-díjat kapott. A Sextant magazin szerkesztőségi tagja volt. Több, mint 25 éven át élt együtt Sera Anstadt írónővel.

## Munkái
- Asfalt en horizon (1940)
- Het kleine heelal (1946)
- De Chinese fluitspeler (1947)
- De vrije musketiers (1947)
- Mozes, de wording van een volk (1947)
- Oorsprong en noodzaak. Het werk van Gerrit Achterberg (1950)
- De moord op het kerkhof (1951)
- Inleiding tot het toneel (1951)
- Insecten in plastic (1952)
- Buiten zijn de mensen (1954)
- Das Haus am Hafen (hoorspel, Duits, 1955)
- Mozes in Egypte(1960)
- Een zon op Hiroshima (1963)
- Een zon op Hirosjima (1963)
- Jeugdproces (1963)
- De achtarmige inktvis (1967)
- Zeven miljoen moleculen (1967)
- De stuwdam in de Iljoesj (1968)
- Goud en doodslag (1968)
- Het liefdeleven der Priargen (1968)
- Tijdperk der zerken (1969)
- Maak de varkens af (1976)
- Een Jood uit Nazareth (1979)
- De divan (ca. 1979)
- Gids voor Egypte (1981)
- Moord na de maaltijd (1983)
- Paulus (1983)
- Moord in de Ashram (1984)
- Die Linien der Zeit (Duits, 1985)
- Handschrift en karakter (1987)
- Achterberg (1988)
- Letternijen (1990)
- De psychologie van het drama (1960)

## Magyarul megjelent művei
- Őskorszak az ablak előtt (novella, Galaktika 26., 1977)
- Az agy hóhérai (novella, Galaktika 26., 1977)
- Párbábuk (novella, Téridő – ugróknak című antológia, Urbis, 2017, ISBN 9786155289217)

## Fordítás
- Ez a szócikk részben vagy egészben  a   Manuel van Loggem című holland Wikipédia-szócikk ezen változatának fordításán alapul.  Az eredeti cikk szerkesztőit annak laptörténete sorolja fel. Ez a jelzés csupán a megfogalmazás eredetét és a szerzői jogokat jelzi, nem szolgál a cikkben szereplő információk forrásmegjelöléseként.